# Argentine (roman)
Pour les articles homonymes, voir Argentine (homonymie).
Argentine est un roman de science-fiction, écrit par l'auteur français Joël Houssin.

## Publications
L'ouvrage a été publié en France dans la collection « Présence du futur » des éditions Denoël, no 486, en mars 1989, avec une illustration de Philippe Gauckler  (ISBN 2-207-30486-8).

## Distinctions
Le roman a reçu le prix Apollo en 1990 (dernier prix attribué).

## Sources
- « Argentine » sur le site NooSFere
- Sur le blog S-F EastenWest
- Résumé détaillé du roman sur le blog de S-F SethChroniques